# Luiz Vicente Bernetti
Luiz Vicente Bernetti OAD (ur. 24 marca 1934 w Ponzano, zm. 11 sierpnia 2017 w Rio de Janeiro) – włoski duchowny katolicki pracujący w Brazylii, biskup Apucarany w latach 2005-2009.

## Życiorys
Święcenia kapłańskie przyjął 1 czerwca 1958 w zakonie augustianów bosych. Od 1961 przebywał w Brazylii. Pracował przede wszystkim jako duszpasterz parafialny, był także rektorem niższego seminarium zakonnego w Rio de Janeiro oraz przełożonym brazylijskiej prowincji zgromadzenia.
12 czerwca 1996 papież Jan Paweł II mianował go biskupem pomocniczym diecezji Palmas-Francisco Beltrão ze stolicą tytularną Rufiniana. Sakry biskupiej udzielił mu 25 sierpnia 1996 w Ampére ówczesny ordynariusz Palmas, Agostinho José Sartori.
2 lutego 2005 został mianowany biskupem Apucarany.
8 lipca 2009 przeszedł na emeryturę.
Zmarł w Rio de Janeiro 11 sierpnia 2017.